# Блатна змиорка
Monopterus albus е вид лъчеперка от семейство Synbranchidae. Видът не е застрашен от изчезване.

## Разпространение и местообитание
Разпространен е в Бангладеш, Виетнам, Индия, Индонезия, Камбоджа, Китай, Лаос, Малайзия, Мианмар, Тайланд и Япония. Внесен е в САЩ.
Обитава сладководни и полусолени басейни, потоци и канали в райони с тропически, умерен и субтропичен климат. Среща се на дълбочина от 0,7 до 2 m.

## Описание
На дължина достигат до 1 m.